# Rosa tscherekensis
Rosa tscherekensis là loài thực vật có hoa trong họ Hoa hồng. Loài này được Galushko miêu tả khoa học đầu tiên.